# Camposanto (Pisa)
A Campo Santo, más néven Camposanto Monumentale (műemléki temető) vagy Camposanto Vecchio (régi temető) nevű történelmi építmény a Dóm tér északi szélén, az olaszországi Pisában található.
A Campo Santo szó szerint „Szent mező”-nek fordítható, mert állítólag egy hajórakomány Golgotáról származó szent föld köré épült, amelyet Ubaldo de' Lanfranchi, Pisa érseke a 12. században hozott Pisába a harmadik keresztes hadjáratból. Egy legenda szerint e földbe temetett holttestek mindössze 24 óra alatt elporladnak. A temető a Santa Reparata-templom régi keresztelőkápolnája romjain épült, amely egykor a székesegyház helyén állt.
A monumentale (műemléki) kifejezés arra utal, hogy nem a később létrehozott pisai városi temetőről van szó.

## Története
Az épület a negyedik és egyben utolsó volt, amelyet a Dóm téren emeltek, egy évszázaddal a Golgotáról való talajhozás után.
Ennek a hatalmas, hosszúkás gótikus kolostornak az építését 1278-ban Giovanni di Simone építész kezdte el, aki 1284-ben meghalt, éppen abban az évben, amikor Pisa vereséget szenvedett a Genovai Köztársaság ellen vívott meloriai tengeri csatában. A temető csak mintegy két évszázaddal később, 1464-ben készült el.
Valószínűleg eredetileg az épületet nem igazi temetőnek szánták, hanem egy Santissima Trinità (Szentháromság) nevére szentelt templomnak, de a terv az építkezés során megváltozott. Az bizonyos, hogy az eredeti a nyugati része volt (és ennek legalább egy ideig az említett templomnak kellett lennie), és az egész keleti rész utóbb épült, az építmény befejezéseként.

## Épülete
A külső fal 43 vakívből áll, s két kapu van rajta. A jobb oldali falat egy bájos gótikus tabernákulum koronázza meg, amely Szűz Máriát a gyermekkel, négy szenttel körülvéve ábrázolja, Giovanni Pisano követőjének alkotása a 14. század második feléből. Ez volt az eredeti bejárati kapu. A legtöbb sír az árkádok alatt található, bár néhány a központi gyepes részen. A belső udvart kidolgozott körívek veszik körül, karcsú bordákkal és többkaréjos áttörésekkel.
A temetőben három kápolna van. A legrégebbi az Ammannatiról nevezett (1360), amely nevét Ligo Ammannati, a Pisai Egyetem tanára sírjáról kapta. A második az Aulla-kápolna, amelyben Giovanni della Robbia 1518-ban készített oltárja van. Itt látható az eredeti füstölőlámpa másolata is, amelyet Galileo Galilei használt az ingalengés kiszámítására. Az eredeti kisebb és egyszerűbb volt, s ma a múzeum őrzi. A harmadik kápolna a Dal Pozzo, amely Carlo Antonio Dal Pozzo pisai érsek megbízásából 1594-ben épült. Egy Szent Jeromosnak szentelt oltár és egy kis kupola van benne. Ebbe a kápolnába hozták át 2009-ben a székesegyház ereklyéit: amelyek között szerepel többek között a tizenkét apostol közül tizenegy ereklyéje, a Szent kereszt két töredéke, egy tövis Krisztus töviskoronájából és egy kis darab Szűz Mária ruhájából. A Dal Pozzo-kápolnában is szoktak misét bemutatani.

## Szarkofágok

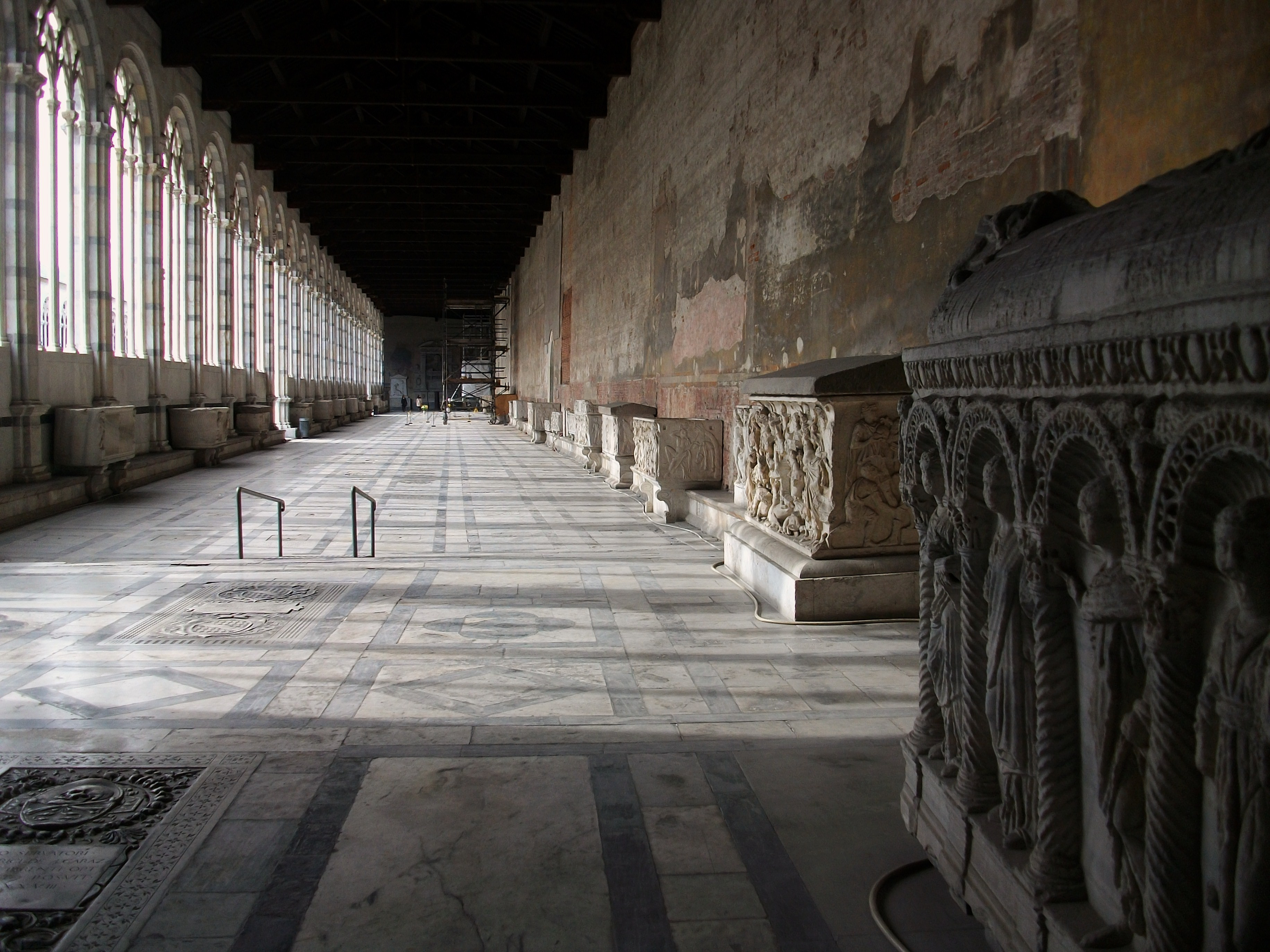
Római szarkofágok

A Campo Santo hatalmas római szarkofággyűjteményt is tartalmazott, amelyből már a 84 maradt meg római és etruszk szobrok, urnák gyűjteményével, amely jelenleg a sekrestye múzeumában található.
A szarkofágok kezdetben a katedrális körül helyezkedtek el, gyakran magához az épülethez rögzítve a temető megépítéséig. Ezután az összeset a rét közepére gyűjtötték. Azokban az években, amikor a Campo Santo kurátora volt, Carlo Lasinio sok más ősi emléket gyűjtött össze Pisában, hogy egyfajta régészeti múzeumot alakítsanak ki a temetőben. Jelenleg a szarkofágok a galériákban, a falak mellett sorakoznak.

## Freskók

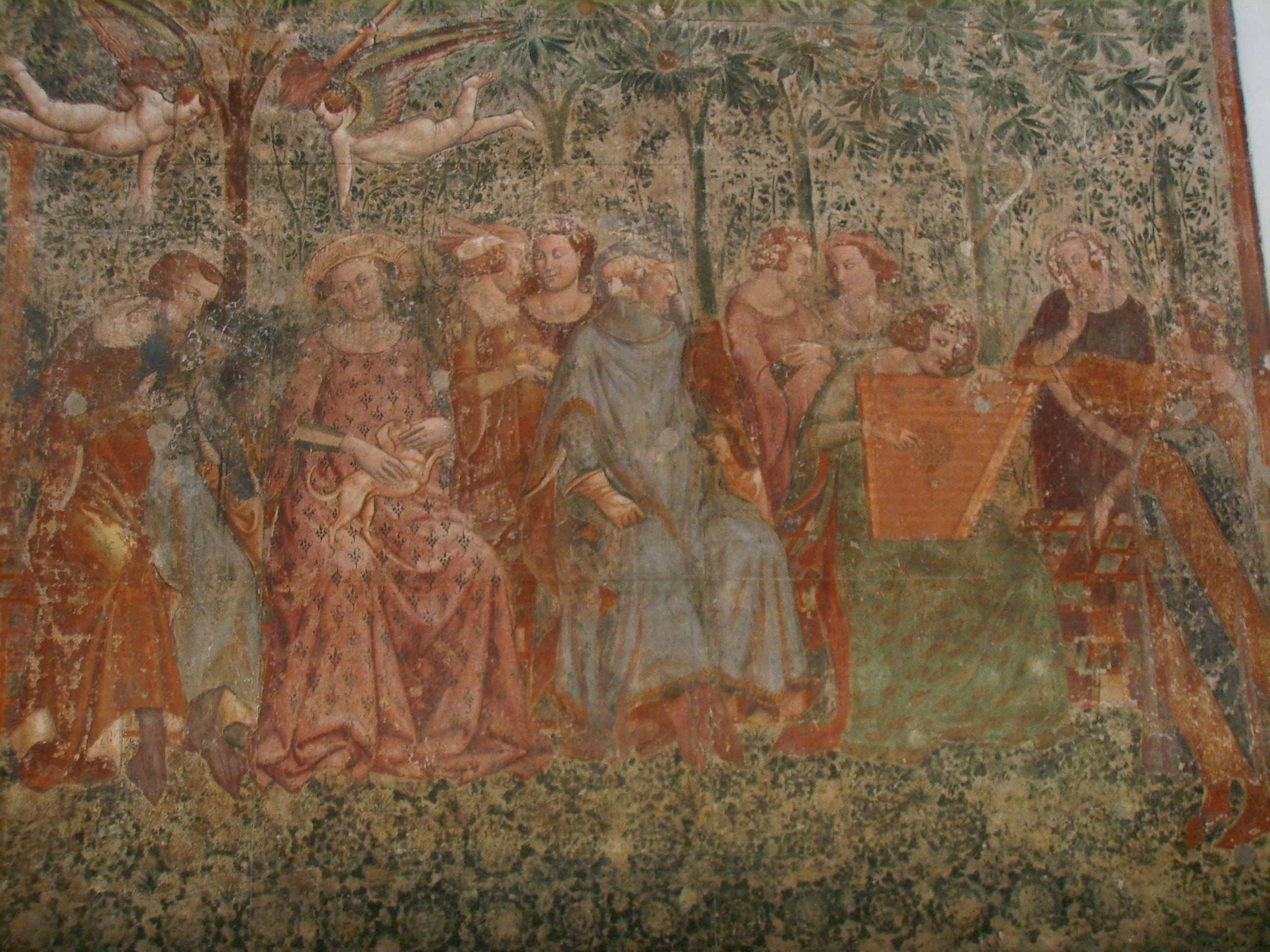
A halál diadala

A hatalmas építmény falait több mint 2600 négyzetméteres freskók borították, nagyobb kiterjedésben, mint a Sixtus-kápolna falfestményei. A legkorábbi, Francesco Traininek tulajdonított festmények 1336–41-ben készültek a délnyugati sarokban. Az Utolsó ítélet, a Pokol, A halál diadala és a Thebaid (a sivatagi atyák történetei), amelyeket általában Buonamico di Martino da Firenzének tulajdonítanak, akit Buffalmaccónak is neveztek, a fekete halál utáni években készültek. A freskóciklus folytatódik Benozzo Gozzoli Ószövetségi történeteivel (15. század), az északi galérián, a déli árkádon pedig a pisai Szentek történetei, Andrea Bonaiuti, Antonio Veneziano és Spinello Aretino (1377 és 1391 között), valamint a Jób történetei, Taddeo Gaddi (14. század vége) festőktől. Ugyanebben az időben az északi galérián Piero di Pucciótól a Genezis történetei voltak láthatók. Az utolsó képek a 17. század elejéről származnak.
1944. július 27-én egy szövetséges rajtaütésből származó bombaszilánk tüzet lobbantott fel a Camposantóban, amely három napig égett, s aminek következtében a falécekre szerelt ólomtető beomlott. Ez súlyosan megrongálta a temető belsejét, a szobrok és szarkofágok többségét megsemmisítette, az összes freskót veszélyeztette. A megmentésükre tett kezdeti erőfeszítést Deane Keller, az Egyesült Államok Hadseregének Műemlékek, Képzőművészeti és Levéltári programja keretében szervezte meg. A megmentették freskórészletek fölé ideiglenes tetőt emeltek a további károk elkerülése végett.
A második világháború után megkezdődtek a renoválási munkálatok. A tetőt a háború előttihez a lehető leginkább hasonló módon állították helyre, a freskókat pedig leválasztották a falaktól, és máshol állították ki. Azután az előzetes vázlatrajzokat, az úgynevezett sinopiét is eltávolították a freskókon alkalmazott technikával, és jelenleg a tér másik oldalán, a Sinopie Múzeumban láthatók.
Az eredetileg a festékrétegek fatartókhoz való rögzítésére használt kazeinalapú ragasztó tapadóképessége leromlott, miután a penészgomba beléhatolt. Ehhez az összes festményt le kellett választani,0 és új tartókra kellett rögzíteni őket. Annak megakadályozására, hogy a falon belüli kondenzáció beszivárogjon a panelekbe, egy szintetikus szövetbe érzékelőrendszert szőttek a fal és a panel közé. Ezek az érzékelők 10 percenként beállítják a fal hőmérsékletét a környezeti hőmérséklethez képest 3 fokon belülire, a páralecsapódást megakadályozandó.
A helyreállítási kampány a Buffalmacco-ciklus egy részének újratelepítésével zárult 2005-ben; Thebaid freskói 2014-ben; a Pokol 2015-ben; az Utolsó ítélet 2017-ben; és A halál diadala 2018 júliusában.

## Fordítás
- Ez a szócikk részben vagy egészben  a   Camposanto Monumentale di Pisa című angol Wikipédia-szócikk ezen változatának fordításán alapul.  Az eredeti cikk szerkesztőit annak laptörténete sorolja fel. Ez a jelzés csupán a megfogalmazás eredetét és a szerzői jogokat jelzi, nem szolgál a cikkben szereplő információk forrásmegjelöléseként.